# Etnografska zbirka župnog ureda u Zelovu
Etnografska zbirka župnog ureda u selu Zelovu, zaštićeno je kulturno dobro.

## Opis dobra
Etnografska zbirka župnog ureda u Zelovu prikupljena je u drugoj polovici 20. st. Smještena je u župnoj kući, a sadrži predmete koji su se upotrebljavali u svakodnevnom životu i radu sela. Predmeti se datiraju u prvu polovicu 20. st. U zbirci se čuva pribor za izradu zemljanih lula po kojoj je Zelovo bilo osobito poznato na prostoru srednje Dalmacije.

## Zaštita
Pod oznakom RST-347, vrste pokretno kulturno dobro — zbirka, pravna statusa zaštićenoga kulturnog dobra, vrste etnografska građa. Nije pod zaštitom UNESCO-a.